# 蔡嘉欣
蔡嘉欣（英語：Choi Ka Yan，1994年4月27日—），香港女主持、演員、服裝店店主，於《2019年度香港小姐競選》入圍最後十強，曾為無綫電視經理人合約藝員。

## 簡歷

### 早年生活
蔡嘉欣就讀中華基督教會銘基書院（2012年中六），後入讀香港理工大學應用科學及紡織學院紡織及製衣系，讀書時參與2012年FACE UStar校花校草競選，入圍20強。她參選校花時英文名叫Cayenne，她中四參加校內時裝設計比賽，自己制作衣服及任模特兒，最後獲獎，所以大學選修時裝設計。另外，她曾經任Model Genesis旗下模特兒。
2012年，蔡嘉欣曾參演無綫電視遊戲節目《決戰一分鐘》。
2017至2018年，蔡嘉欣曾於ViuTV主持節目。

### 參加選美及發展
蔡嘉欣2019年報名參選《2019年度香港小姐競選》，成功入圍決賽十強，並被視為熱門之一，惟五強止步。2019年10月成為無綫電視經理人合約藝員。

## 感情生活
蔡嘉欣大學畢業後，前男友吳子冲亦透過 Instagram 跟她一同開設網上時裝店，不久更在旺角好景商業中心設立實體店舖，但目前已結束營業，她分手後繼續時裝生意。
於2023年和圈外男友Derek結婚。

## 演出作品

### 電視劇
| 首播           | 劇名              | 角色                                |
| 無綫電視       |                   |                                     |
| 2020年至2024年 | 愛·回家之開心速遞 | 美女（第931集）                     |
| 2020年至2024年 | 愛·回家之開心速遞 | 大學生（第1024、1038、1176集）      |
| 2020年至2024年 | 愛·回家之開心速遞 | 《古井淘》主持（第1124集）          |
| 2020年至2024年 | 愛·回家之開心速遞 | Victoria（第1222集）                |
| 2020年至2024年 | 愛·回家之開心速遞 | 鍾界（第1313集）                    |
| 2020年至2024年 | 愛·回家之開心速遞 | NaNa（第1608集）                    |
| 2021年         | 智能愛人          | 張祖儀（Joey）                      |
| 2022年         | 金宵大廈2         | 湯美寶（Mabel）/ Chloe（Jessica F） |
| 2022年         | 白色強人II        | 性侵受害者（第25集）                |
| 2022年         | 美麗戰場          | 徐珍珍（Jessica）                   |
| 2024年         | 旁觀者            |                                     |
| 2024年         | 婚後事            |                                     |
| 邵氏兄弟       |                   |                                     |
| 2022年         | 飛虎3壯志英雄     | 袁詠詩（Madam Yuen）                |
| 2023年         | 廉政狙擊          | 苗若潔                              |

### 節目主持
| 首播         | 節目名     | 備註 |
| ViuTV        |            | |
| 2017至2018年 | Trip精     | 與Ming仔及Jerry.C主持 |
| 2018年       | 返鄉下     | 主持 |
| 無綫電視     |            | |
| 2019年       | 眼睛去旅行 | 與陳欣茵、林正峰、尤蔭蔭、魏韵芝、杜穎珊、孔德賢、徐文浩、羅詠怡、黃凱儀、簡淑兒、蔣家旻、鍾晴、吳紫韻及曾淑雅為廠景主持             |
| 2019至2021年 | 姊妹淘     | 與莊思敏、王子涵、吳若希、陳詩欣、孫慧雪、李君妍、傅嘉莉、曾淑雅、張寶兒、吳紫韻、阮嘉敏及謝芷倫主持                                 |
| 2021至2023年 | 流行都市   | 與安德尊、胡諾言、焦浩軒、吳天佑、譚永浩、宋芝齡、劉彩玉、姚嘉妮、彭慧中、陳詩欣、張美妮、謝芷倫、黃嘉雯、林秀怡、林凱恩及朱智賢主持 |

### 綜藝節目
| 首播     | 節目名                     | 備註                                  |
| 無綫電視 |                            |                                       |
| 2019年   | 香港小姐公爵特訓班         | 固定演出                              |
| 2019年   | 香港小姐周遊好玩特訓班     | 固定演出                              |
| 2019年   | 香港小姐全方位追蹤         | 固定演出                              |
| 2019年   | #後生仔同港姐傾吓偈          | 固定演出                              |
| 2019年   | 2019年度香港小姐競選決賽   | 十強參賽者                            |
| 2019年   | #後生仔睇完港姐傾吓偈        | 固定演出                              |
| 2019年   | 香港唱好演唱會             | 固定演出                              |
| 2019年   | 姊妹淘                     | 第三輯第26、31集嘉賓 第34集起擔任主持 |
| 2019年   | 珍惜香港 發放娛樂 TVB 52年 | 固定演出                              |
| 2019年   | 善心滿東華2019             | 固定演出                              |
| 2020年   | 衝上雲霄大選               | 固定演出                              |
| 2021年   | 開心大綜藝                 | 固定演出                              |

## 曾獲獎項與提名
| 年份   | 獎項                                       | 結果 |
| ------ | ------------------------------------------ | ---- |
| 2019年 | 2019年度香港小姐競選「最迷人豐盈美唇大獎」 | 獲獎 |

## 外部連結
- 蔡嘉欣的Facebook專頁
- 蔡嘉欣的Instagram帳戶
- 蔡嘉欣的新浪微博
- YouTube上的蔡嘉欣頻道